# Aghamir Soultanov
Aghamir Azizkhan oglu Soultanov (en azerbaïdjanais: Ağamir Əzizxan oğlu Sultanov), est un officier de l'armée azerbaïdjanaise, général de division servant dans les forces armées azerbaïdjanaises. Il est le commandant des forces de missiles et d'artillerie du ministère azerbaïdjanais de la Défense. Soultanov participe aux affrontements du Haut-Karabakh de 2016 et de la guerre du Haut-Karabakh de 2020.

## Vie et service
Aghamir Azizkhan oglu Soultanov est originaire du district d'Agsu. En 1994, il était devenu lieutenant, en 2013, il était devenu lieutenant-colonel. En 2016, Soultanov était devenu colonel et avait pris part au conflit du Haut-Karabakh. Soultanov a ensuite pris part à la guerre du Haut-Karabakh de 2020.
Soultanov est actuellement le commandant des forces de missiles et d'artillerie du ministère azerbaïdjanais de la Défense. Il réside actuellement à Khirdalan, dans le district d'Abcheron. 

## Prix
Soultanov a reçu l'Ordre du drapeau azerbaïdjanais en 1994, par décret du président azerbaïdjanais d'alors, Heydar Aliyev. Soultanov a reçu la médaille Pour la patrie en 2013, par décret du président de l'Azerbaïdjan, Ilham Aliyev. Sultanov a reçu la médaille de l'héroïsme le 19 avril 2016, par décret du président Aliyev. Sultanov a reçu le grade de général de division le 7 décembre 2020, qui est le grade militaire le plus élevé des forces armées azerbaïdjanaises, par décret du président Aliyev